# Mistrzostwa Świata w Kolarstwie Szosowym 2022 – jazda indywidualna na czas kobiet
Mistrzostwa Świata w Kolarstwie Szosowym 2022 – jazda indywidualna na czas kobiet – konkurencja jazdy indywidualnej na czas elity kobiet w ramach Mistrzostw Świata w Kolarstwie Szosowym 2022, która rozegrana została 18 września 2022 na liczącej ponad 34 kilometry trasie wokół miasta Wollongong.
W ramach rywalizacji elity kobiet, po raz pierwszy w historii, przyznano również medale zawodniczkom w kategorii do lat 23 – w rywalizacji tej triumfowała Vittoria Guazzini (czwarta w zmaganiach elity), druga była Shirin van Anrooij, a trzecia Ricarda Bauernfeind.

## Uczestnicy

### Kwalifikacje
W przypadku jazdy indywidualnej na czas kobiet każda reprezentacja miała możliwość wystawienia maksymalnie 2 kolarek. Dodatkowo imienne prawo startu, nie wliczane do limitu 2 zawodnicze na kraj, otrzymały aktualne mistrzynie: świata (Ellen van Dijk) oraz poszczególnych kontynentów (Europy – Marlen Reusser, Afryki – Nesrine Houili, panamerykańska – Lilibeth Chacón, Azji – Rinata Sułtanowa oraz Oceanii – Georgie Howe).

### Reprezentacje
| Reprezentacje (27)- Australia - Niemcy - Algieria - Austria - Argentyna - Południowa Afryka - Belgia - Chile - Kolumbia - Kanada - Dania - Stany Zjednoczone - Hiszpania - Zjednoczone Emiraty Arabskie - Francja - Hongkong - Włochy - Izrael - Nowa Zelandia - Uzbekistan - Holandia - Pakistan - Polska - Szwajcaria - Słowacja - Słowenia - Ukraina |
| |

### Lista startowa
Na liście startowej jazdy indywidualnej na czas kobiet znalazły się 43 kolarki z 27 reprezentacji. Zawodniczki podzielono na trzy grupy startowe – kolarki startowały w odstępie 90 sekund (z dodatkową, kilkudziesięcio minutową przerwą pomiędzy poszczególnymi grupami), w kolejności odwrotnej do numerów startowych (jako pierwsza na trasę wyruszyła Ricarda Bauernfeind z numerem 45, a jako ostatnia Ellen van Dijk z numerem 1).
| Lista startowa | Lista startowa           | Lista startowa               | Lista startowa | Lista startowa |
| nr             | Kolarka                  | Drużyna                      | Miejsce        |                |
| -------------- | ------------------------ | ---------------------------- | -------------- | -------------- |
| 1              | Ellen van Dijk           | Holandia                     | 1.             |                |
| 2              | Marlen Reusser           | Szwajcaria                   | 3.             |                |
| 3              | Emma Norsgaard           | Dania                        | 14.            |                |
| 4              | Juliette Labous          | Francja                      | 11.            |                |
| 5              | Lina Hernández           | Kolumbia                     | 30.            |                |
| 6              | Leah Thomas              | Stany Zjednoczone            | 5.             |                |
| 7              | Anna Kiesenhofer         | Austria                      | 10.            |                |
| 8              | Omer Shapira             | Izrael                       | 24.            |                |
| 9              | Marta Jaskulska          | Polska                       | 21.            |                |
| 10             | Julie Van de Velde       | Belgia                       | 22.            |                |
| 11             | Georgia Baker            | Australia                    | 8.             |                |
| 12             | Catalina Soto            | Chile                        | DNF            |                |
| 13             | Nesrine Houili           | Algieria                     | 38.            |                |
| 14             | Vittoria Guazzini        | Włochy                       | 4.             |                |
| 16             | Annemiek van Vleuten     | Holandia                     | 7.             |                |
| 17             | Kristen Faulkner         | Stany Zjednoczone            | 6.             |                |
| 18             | Leah Kirchmann           | Kanada                       | 17.            |                |
| 19             | Olga Zabielinska         | Uzbekistan                   | 19.            |                |
| 20             | Sandra Alonso            | Hiszpania                    | 31.            |                |
| 21             | Safiya Al Sayegh         | Zjednoczone Emiraty Arabskie | 39.            |                |
| 22             | Nora Jenčušová           | Słowacja                     | 35.            |                |
| 23             | Urška Žigart             | Słowenia                     | 28.            |                |
| 24             | Luciana Roland           | Argentyna                    | 36.            |                |
| 25             | Mieke Kröger             | Niemcy                       | 12.            |                |
| 26             | Marina Warenyk           | Ukraina                      | 37.            |                |
| 27             | Rabia Garib              | Pakistan                     | 40.            |                |
| 28             | Ella Wyllie              | Nowa Zelandia                | 29.            |                |
| 29             | Ashleigh Moolman-Pasio   | Południowa Afryka            | 16.            |                |
| 30             | Leung Wing Yee           | Hongkong                     | 34.            |                |
| 31             | Agnieszka Skalniak-Sójka | Polska                       | 25.            |                |
| 32             | Lotte Kopecky            | Belgia                       | 9.             |                |
| 33             | Christina Schweinberger  | Austria                      | DNF            |                |
| 34             | Elena Hartmann           | Szwajcaria                   | 26.            |                |
| 35             | Grace Brown              | Australia                    | 2.             |                |
| 36             | Julie Leth               | Dania                        | 15.            |                |
| 37             | Arianna Fidanza          | Włochy                       | 23.            |                |
| 38             | Lourdes Oyarbide         | Hiszpania                    | 32.            |                |
| 39             | Alison Jackson           | Kanada                       | 27.            |                |
| 40             | Shirin van Anrooij       | Holandia                     | 13.            |                |
| 41             | Zainab Rizwan            | Pakistan                     | 41.            |                |
| 42             | Maude Le Roux            | Południowa Afryka            | 33.            |                |
| 44             | Marie Le Net             | Francja                      | 20.            |                |
| 45             | Ricarda Bauernfeind      | Niemcy                       | 18.            |                |

## Klasyfikacja generalna
| \| Klasyfikacja generalna \| Klasyfikacja generalna \| Klasyfikacja generalna \| Klasyfikacja generalna \| Klasyfikacja generalna \| \| Kolarka \| Kolarka \| Państwo \| Drużyna \| Czas \| \| ---------------------- \| ---------------------- \| ---------------------- \| ---------------------- \| ---------------------- \| \| 1. \| Ellen van Dijk \| Holandia \| Holandia \| 44' 28" \| \| 2. \| Grace Brown \| Australia \| Australia \| + 12" \| \| 3. \| Marlen Reusser \| Szwajcaria \| Szwajcaria \| + 41" \| \| 4. \| Vittoria Guazzini \| Włochy \| Włochy \| + 52" \| \| 5. \| Leah Thomas \| Stany Zjednoczone \| Stany Zjednoczone \| + 1' 18" \| \| 6. \| Kristen Faulkner \| Stany Zjednoczone \| Stany Zjednoczone \| + 1' 25" \| \| 7. \| Annemiek van Vleuten \| Holandia \| Holandia \| + 1' 43" \| \| 8. \| Georgia Baker \| Australia \| Australia \| + 1' 46" \| \| 9. \| Lotte Kopecky \| Belgia \| Belgia \| + 1' 50" \| \| 10. \| Anna Kiesenhofer \| Austria \| Austria \| + 1' 56" \| |                      |                   |                   |          |
| |                      |                   |                   |          |
| Źródło: ProCyclingStats |                      |                   |                   |          |
| Klasyfikacja generalna |                      |                   |                   |          |
| Kolarka | Kolarka              | Państwo           | Drużyna           | Czas     |
| 1. | Ellen van Dijk       | Holandia          | Holandia          | 44' 28"  |
| 2. | Grace Brown          | Australia         | Australia         | + 12"    |
| 3. | Marlen Reusser       | Szwajcaria        | Szwajcaria        | + 41"    |
| 4. | Vittoria Guazzini    | Włochy            | Włochy            | + 52"    |
| 5. | Leah Thomas          | Stany Zjednoczone | Stany Zjednoczone | + 1' 18" |
| 6. | Kristen Faulkner     | Stany Zjednoczone | Stany Zjednoczone | + 1' 25" |
| 7. | Annemiek van Vleuten | Holandia          | Holandia          | + 1' 43" |
| 8. | Georgia Baker        | Australia         | Australia         | + 1' 46" |
| 9. | Lotte Kopecky        | Belgia            | Belgia            | + 1' 50" |
| 10. | Anna Kiesenhofer     | Austria           | Austria           | + 1' 56" |